# Un castello per Natale
Un castello per Natale (A Castle for Christmas) è un film del 2021 diretto da Mary Lambert.

## Trama
Dopo che il suo ultimo libro ha scatenato le ire dei fan, la scrittrice Sophie Brown lascia New York e si reca in Scozia per visitare un castello descrittole dal padre. Qui Sophie fa amicizia con i locali e conosce Myles, il duca proprietario del castello. La tenuta è in vendita e Sophie decide di acquistarla; Myles accetta solo a condizione che i due trascorrano del tempo insieme a Dunbar per vedere se la scrittrice è all'altezza del compito di gestire il castello. L'iniziale freddezza tra Myles e Sophie finisce per trasformarsi in amore.

## Distribuzione
Un castello per Natale è stato reso disponibile sulla piattaforma Netflix il 26 novembre 2021.

## Accoglienza
Il film è stato accolto con recensioni miste da parte della critica. Sull'aggregatore di recensioni Rotten Tomatoes Un castello per Natale riporta il 60% di recensioni positive.